# Stary Strachocin
Stary Strachocin (prononciation : [ˈstarɨ straˈxɔt͡ɕin]) est un village polonais de la gmina de Szelków dans le powiat de Maków de la voïvodie de Mazovie dans le centre-est de la Pologne.
Il se situe à environ 6 kilomètres au sud de Szelków (siège de la gmina), 13 kilomètres au sud-est de Maków Mazowiecki (siège du powiat) et à 66 kilomètres au nord de Varsovie (capitale de la Pologne).
Le village compte approximativement une population de 80 habitants en 2006.

## Histoire
De 1975 à 1998, le village appartenait administrativement à la voïvodie d'Ostrołęka.